# Episcada hyalina
Episcada hyalina är en fjärilsart som beskrevs av Hermann Burmeister 1878. Episcada hyalina ingår i släktet Episcada och familjen praktfjärilar. Inga underarter finns listade i Catalogue of Life.